# Skipp Sudduth
Pour les articles homonymes, voir Sudduth.
Skipp Sudduth, nom de scène de Robert Lee Sudduth IV, né le 23 août 1956 à Barnstable, Massachusetts, est un acteur, réalisateur et musicien américain. Il est particulièrement connu dans un des rôles principaux de la série télévisée New York 911 (Third Watch, 1999 à 2005), celui du policier John « Sully » Sullivan.

## Biographie
Né dans le Massachusetts, Robert Lee Sudduth IV, de son vrai nom, est le fils d'un ingénieur et d'une infirmière. Il est diplômé en 1976 au George Washington High School, à Danville.
Au départ, il pensait devenir médecin et fait des études pour être diplômé en biologie au Hampden-Sydney College après avoir travaillé deux ans aux urgences.
Mais il abandonne son parcours médical pour celui de comédien en étudiant à l'université de Virginie.
Il se déplace à Chicago afin d'intégrer la Steppenwolf Theater Company. Pendant les quatre années passées dans la ville, il joue dans de nombreuses pièces de théâtre notamment En attendant Godot, de Samuel Beckett, Execution of Justice, d'Emily Mann et Nebraska de l'auteur du scénario Aviator John Logan en autres.
Il est apparu entre autres dans d'autres productions théâtrales comme Les Raisins de la colère, L'Orange mécanique, The Iceman Cometh (avec Kevin Spacey) et la pièce de Woody Allen Riverside Drift's (avec Paul Reiser) et La Nuit des rois (avec Helen Hunt).
Sa carrière cinématographique débute en 1984 dans Mutants In Paradise. Dès lors, il enchaîne des petits rôles comme A Cool, Dry Place, 54 et Clockers.
Mais John Frankenheimer lui donne un second rôle d'importance dans le film Ronin (1998), où il joue aux côtés de Robert De Niro et Jean Reno. Pour ce film, il exécute plusieurs cascades en voiture (il est coureur automobile amateur).
L'année suivante, il retrouve De Niro dans Personne n'est parfait(e).
À la télévision, on l'a vu dans New York, police judiciaire, Oz, Dingue de toi et Trinity.
En plus d'être acteur, il est aussi réalisateur (il a dirigé quelques épisodes de New York 911, Urgences et Esprits criminels) et est aussi l'auteur-compositeur-interprète d'un groupe, Minus Ted, dont il est le cofondateur. Avec le groupe, il a enregistré deux disques.
Il a été marié et divorcé deux fois et vit à New York.

## Filmographie

### Au cinéma
- 1984 : Mutants In Paradise de Scott Apostolou : Boris
- 1995 : Money Train de Joseph Ruben : Kowalski
- 1995 : Clockers de Spike Lee : un policier de la brigade des stups
- 1996 : L'Effaceur (Eraser) de Chuck Russell : le chef de veille
- 1998 : Pas facile d'être papa (A Cool, Dry Place) de John N. Smith : Jack Newbauer
- 1998 : Studio 54 (54) de Mark Christopher : Harlan O'Shea
- 1998 : Ronin de John Frankenheimer : Larry (Voix française : Philippe Vincent)
- 1998 : Cuisine américaine de Jean-Yves Pitoun : Wicks
- 1999 : Personne n'est parfait(e) (Flawless) de Joel Schumacher : Tommy
- 2010 : Drunkboat de Bob Meyer : Earl
- 2013 : The Hunted de Josh Stewart : Tony
- 2015 : Dans la brume du soir (Meadowland) de Reed Morano : Ted
- 2015 : Free Love (Freeheld) de Peter Sollett : le commissaire Reynolds
- 2015 : To Whom It May Concern de Manu Boyer : Peter
- 2016 : The Neighbor de Marcus Dunstan : l'oncle Neil
- 2016 : The Renovation de Ryan O'Neill (Court métrage) : Steve Duncan
- 2018 : Beyond the Night de Jason Noto : le shérif Hirsch
- 2019 : Blow the Man Down de Bridget Savage Cole : l'officier de police Coletti

### À la télévision
- 1990 : Elvis de Rick Husky et Priscilla Presley (Série télévisée), une saison : Dewey Phillipps (1 épisode)
- 1992 : The Secret de Karen Arthur (Téléfilm) : Jack
- 1993 : Daybreak, Demain l'espoir (Daybreak) de Stephen Tolkin (Téléfilm) : l'agent des services sociaux
- 1993 : Scam de John Flynn (Téléfilm) : Bob Sarcominia
- 1994 : CBS Schoolbreak Special (TV) : Barry Goldstein (#1 épisode)
- 1995 : New York Undercover de Dick Wolf (Série télévisée), saison 2, épisode 6 "Buster et Claudia" (Buster and Claudia) : Tony Donato
- 1995 : New York, police judiciaire (Law and Order) de Dick Wolf (Série télévisée), saison 5, épisode 17 "La main de Dieu" (Act of God) : Hank Chapel
- 1995 : New York News (en) (TV) : Lapetto (#1 épisode)
- 1996 : Swift Justice de Dick Wolf (Série télévisée), saison unique, épisode 2 "Pilot" : Bandit
- 1996 : Kindred : Le Clan des maudits (Kindred : The Embrace) de John Leekley (Série télévisée), saison unique, épisode 7 "Pleine lune néfaste" (Bad moon rising) : Goth
- 1996 : Central Park West de Darren Star (Série télévisée), saison 2, épisode 8 "Le Fils prodigue" (You Belong To Me) : Nick
- 1996 : Viper de Danny Bilson et Paul De Meo (Série télévisée), saison 2, épisode 4 "Radio balance" (Talk Is Cheap) : Terry Molloy
- 1996 : New York, police judiciaire (Law and Order) de Dick Wolf (Série télévisée), saison 7, épisode 5 "Corruption" : l'inspecteur des Affaires Internes
- 1996 : Brooklyn South de Steven Bochco, Bill Clark, William Finkelstein et David Milch (Série télévisée), saison unique, épisode pilote "74e district" (Pilot) : Stan Pritchard
- 1998 : Dingue de toi (Mad About You) de Paul Reiser et Danny Jacobson (Sitcom), saison 7, épisode 1 "Paul est en pleine forme" (Season Opener) : un ouvrier du bâtiment
- 1998 : Trinity de Matthew Carnahan (Série télévisée), saison unique : Terry (2 épisodes)
- 1998 : Twelfth Night, or What You Will de Nicholas Hytner (Téléfilm) : Fabian
- 1998 : Bury the Evidence de J. Greg De Felice (Téléfilm) : un des deux excentriques
- 1999 : Homicide (Homicide : Life on the Street) de Paul Attanasio (Série télévisée), saison 7, épisode 11 "Un squelette encombrant" (Bones of Contention) : Angelo Marcini
- 1999 : New York, police judiciaire (Law and Order) de Dick Wolf (Série télévisée), saison 9, épisode 17 "La loi du silence" (Shield) : l'officier Cass
- 1999 - 2005 : New York 911 (Third Watch) de Edward Allen Bernero et John Wells (Série télévisée) : l'officier de patrouille John Sullivan, dit Sully (132 épisodes) (Voix française : Bruno Carna)
- 2005 : New York, unité spéciale (saison 7, épisode 9) : Philip Westley (Voix française : Bruno Carna)
- 2006 : Esprits criminels (TV) : Det. Stan Gordinski (#1 épisode)
- 2008 : New York, section criminelle (Law & Order: Criminal Intent) : Clete Dixon (saison 7 épisode 20)
- 2010 : Live From Lincoln Center : Capt. George Brackett (#1 épisode)
- 2010 - 2014 : The Good Wife : Jim Moody (#10 épisodes)
- 2011 : Larry et son nombril (Curb your enthusiasm) - Saison 8, Épisode 9 : Monsieur Softee
- 2012 : NYC 22 : Detective Tommy Luster (#3 épisodes)
- 2012 : Person of Interest (TV) : Detective Byrne (#1 épisode)
- 2013 : Esprits criminels (TV) : Det. Stan Gordinski (#1 épisode)
- 2014 : Orange Is The New Black : SIS Agent Spiner (#1 épisode)
- 2014 : Louie : Mr. Hoffman (#2 épisodes)
- 2014 : Les Experts : Ed Lusk (#1 épisode)
- 2014 : Elementary : William Hull (#1 épisode)
- 2015 : Ray Donovan : Gouverneur Verona (#3 épisodes)
- 2016 : Elementary : William Hull (#1 épisode)
- 2016 : NCIS : Nouvelle-Orléans : Blake Jarrett
- 2016 : The Night Of (#1 épisode)
- 2016 : Quarry : Lloyd (#5 épisodes)
- 2017 : Chicago P.D : John Bukowski (#1 épisode)
- 2017 - 2018 : Madam Secretary : Petr Harriman (#2 épisodes)

### Comme réalisateur
- 2003-2005 : New York 911 (#3 épisodes)
- 2006-2007 : Urgences (#2 épisodes)
- 2007 : Esprits criminels (#1 épisode)
- 2007 : Women's Murder Club (#1 épisode)
- 2010 2012 : Les Experts : Manhattan (#5 épisodes)
- 2016 : Les Experts Cyber (#1 épisode)

## Théâtre[1]
- Les Raisins de la colère, pièce de Frank Galati, d'après le roman de John Steinbeck (22 mars - 2 septembre 1990) : 4th Narrator / Car Salesman / Deputy Sherrif / Agricultural Officer (doublure) / Car Salesman (doublure) / Hooper Ranch Bookkeeper (doublure)
- On the Waterfront (1er - 7 mai 1995)
- Twelfth Night de William Shakespeare, mis en scène par Nicholas Hytner (16 juillet - 30 août 1998) : Fabian
- The Iceman Cometh, pièce d'Eugene O'Neill, mis en scène par Howard Davies (8 avril - 17 juillet 1999) : Chuck Morello